# Crăciunul familiei Rodriguez
Crăciunul familiei Rodriguez (titlu original: Nothing Like the Holidays) este un film de Crăciun de comedie american din 2008 regizat de Alfredo De Villa. Rolurile principale au fost interpretate de actorii John Leguizamo și Debra Messing. Filmul a fost lansat la 12 decembrie 2008.

## Prezentare
Filmul prezintă o familie portoricană care trăiește în zona Humboldt Park din Chicago care petrece ceea ce pare a fi ultimul lor Crăciun împreună.

## Distribuție
- John Leguizamo[2] ca Mauricio Rodriguez
- Debra Messing ca Sarah Rodriguez, soția lui Mauricio Rodriguez[2]
- Freddy Rodriguez[2] ca Jesse Rodriguez
- Alfred Molina[2] ca Edy Rodriguez
- Jay Hernandez[2] ca Ozzy
- Luis Guzmán[2] ca Johnny
- Melonie Diaz[2] ca Marissa
- Vanessa Ferlito[2] ca  Roxanna Rodriguez
- Elizabeth Peña[3] ca  Anna Rodriguez

## Vezi și
- Listă de filme americane din 2008
- Listă de filme de Crăciun